# 黄銀煥
黄 銀煥（ファン・ウヌァン、朝鮮語: 황은환/黃銀煥、1924年1月15日 - 2002年9月5日）は、大韓民国の検察官、弁護士、政治家。第8代韓国国会議員。本貫は昌原黄氏。

## 経歴
日本統治時代の慶尚南道咸安郡出身。1952年東亜大学（現・東亜大学校）法学部卒。同年高等試験法科・行政科合格。1953年より釜山地方検察庁検事、釜山地方検察庁馬山支庁（現・昌原地方検察庁）検事、ソウル地方検察庁検事を歴任したが、1961年にソウルで弁護士事務所を開業。政界入り後は新民党慶南第1地区党委員長・中央党政策審議会法制内務分科委員長などを歴任した。1971年の第8代総選挙では新民党の候補として馬山市選挙区から当選し、国会議員を1期務めた。
2002年9月5日の夜に死去。享年78。

## 不祥事
1960年9月、黄は李承晩政権時代に暴行事件を起こした暴力団幹部・李丁載に対する捜査において、検事として賄賂を受け取ったという匿名の投書がソウル地方検察庁に届いた。その後、黄は全羅南道の光州地方検察庁長興支庁に左遷された。